# Бобридж, Джек
Джек Бобридж (англ. Jack Bobridge, род. 13 июля 1989 в Аделаиде, Австралия) — австралийский профессиональный шоссейный и трековый велогонщик, выступающий c 2016 года за команду Trek-Segafredo.

## Победы
на Треке
| 2006 - — Чемпионат мира среди юниоров 2007 - — Чемпионат мира среди юниоров - — Чемпионат Австралии командная гонка - — Чемпионат Австралии мэдисон 2008 - Командная гонка на Кубке Мира 2009 - — Чемпионат Австралии индивидуальная гонка - Чемпионат Океании в индивидуальной гонке - Чемпионат Океании в командной гонке | 2010 - — Чемпионат мира в командной гонке - — Игры Содружества индивидуальная и командная гонка - — Чемпионат мира в индивидуальной гонке 2011 - — Чемпионат мира в командной гонке - — Чемпионат мира в индивидуальной гонке - 1-й в мировом индивидуальном рейтинге 2012 - — Командный пасьют на Олимпийских играх - — Чемпионат мира в командной гонке - — Чемпионат мира в индивидуальной гонке 2015 - — Чемпионат мира в индивидуальной гонке |

на Шоссе
| 2009 - — Чемпионат мира U-23 в индивидуальной гонке - — Чемпионат Австралии U-23 в групповой гонке - — Чемпионат Австралии U-23 в индивидуальной гонке - этап 4 и 6 — Тур Японии 2010 - этап 5 — Энеко Тур 2011 - — Чемпионат Австралии в групповой гонке | 2015 - Горная классификация — Тур Даун Андер - этап 1 2016 - — Чемпионат Австралии в групповой гонке |

## Статистика выступлений наГранд Турах
| Гранд Тур | 2010 | 2011 | 2012 | 2013 | 2014 |
| --------- | ---- | ---- | ---- | ---- | ---- |
| Джиро     | сход | —    | сход | сход | —    |
| Тур       | —    | —    | —    | —    | —    |
| Вуэльта   | —    | —    | —    | —    | —    |